# Murray Aynsley Hill
Murray Aynsley Hill  est une banlieue à flanc de colline de la cité de Christchurch, située dans l’ île du Sud de la Nouvelle-Zélande.

## Situation
Elle est localisée à la limite de la chaîne de Port Hills à 5 km au sud-est du centre de la cité de Christchurch. 
Située au-dessus de la banlieue, où se trouve le "Glenelg Children's Health Camp", (l’école pour enfants avec des problèmes de comportements) qui fut fermée par la Ministre de l'Éducation Anne Tolley (en), en janvier 2012.

## Toponymie
La banlieue fut dénommée d’après l’un des premiers colons de Christchurch Hugh Murray-Aynsley (en).

## Histoire
Le premier propriétaire des terrains fut le  Colonel Alexander Lean (en).